# Foersterella anupama
Foersterella anupama är en stekelart som beskrevs av T.C. Narendran 2000. Foersterella anupama ingår i släktet Foersterella och familjen raggsteklar. Inga underarter finns listade i Catalogue of Life.